# لينينسكي رايون

لينينسكي رايون على خريطة محافظة موسكو

لينينسكي رايون (بالروسية: Ленинский район) هي إحدى مناطق محافظة موسكو الإدارية ومركزها مدينة فيدنويي.
تحوي المدن والقرى التالية: فيدنويي، رازفيلكا، غوركي لينينسكييي، مولوكوفو٬ بولاتنيكوفو وغيرها.